# Ambon-Segelechse

Verbreitungskarte

Die Ambon-Segelechse (Hydrosaurus amboinensis) lebt auf Sulawesi, den Molukken und auf Neuguinea. Sie hält sich stets in unmittelbarer Nähe von Gewässern auf.

## Merkmale
Die Männchen der Ambon-Segelechse erreichen eine Gesamtlänge von 90 bis 110 cm, davon entfallen 40 cm auf Kopf und Rumpf. Weibchen erreichen lediglich eine Gesamtlänge von 75 bis 90 cm, wobei hier rund 30 cm auf Kopf und Rumpf entfallen. Die Körperoberfläche ist braun mit leicht gelblichgrünem Schimmer oder fast schwarz gefärbt. Der Rücken ist mit einem netzartigen Muster überzogen. Beim Männchen ist sowohl die Zeichnung als auch die Färbung intensiver als beim Weibchen.
Das große Hautsegel auf dem langen Schwanz ist für diese Echsen namensgebend. Dieses Hautsegel erreicht eine Höhe von bis zu drei Zentimetern und erstreckt sich etwa über zwei Drittel des Schwanzes. Das Hautsegel ist beim Weibchen weniger stark ausgeprägt. Der Rücken und der Nacken sind durch einen gezackten Kamm gekennzeichnet, der beim Männchen kräftiger ausfällt. Ambon-Segelechsen sind gute Kletterer und ausgesprochen gute Schwimmer. Bei Gefahr flüchten sie in der Regel ins Wasser.

## Nahrung
Ambon-Segelechsen sind Allesfresser. In Gefangenschaft gehaltene Tiere fressen Früchte, Salate, Insekten, Mäuse, kleine Fische, tote Eintagsküken, Eier und Hackfleisch.

## Fortpflanzung
Die Geschlechtsreife wird mit zwei Jahren erreicht. Die Paarungszeit beginnt im Frühjahr. Wie für Agamen typisch, versucht das Männchen durch heftiges Kopfnicken die Aufmerksamkeit eines Weibchens zu erlangen. Ist ein Weibchen paarungsbereit, so besteigt er es und verbeißt sich dabei in ihrem Nacken. Die Trächtigkeit dauert zwischen 9 und 11 Wochen. Das Gelege, das rund 10 bis 16 Eier umfasst, wird in feuchtem Sand angelegt. Die Eier haben eine Größe von 24 bis 26 × 41 bis 44 mm. In Abhängigkeit von der Inkubationstemperatur schlüpfen die Jungtiere nach etwa 75 bis 90 Tagen. Sie haben eine Schlupflänge von 16 bis 22 cm.